# Federació de Consumidors i Usuaris Independents
Federació de Consumidors i Usuaris Independents (FUCI) és una organització de consumidors estructurada seguint una forma de federació. Va ser creada el 1989 i el 1998 comptava amb 54 associacions integrant-la.